# Librería Retes
La librería Retes es una librería situada en el centro de la ciudad de Tepic, en el estado de Nayarit, México. Es la librería más antigua de México y fue fundada el 23 de abril de 1821 por José María Retes Peiró.

## Historia
En 1821, José María Retes Peiró de origen vasco, llegó desde Panamá hasta Mazatlán, Sinaloa, en busca de oportunidades en las artes tipográficas. Allí fundó la "Imprenta Retes" que también funcionaba como librería, posteriormente se trasladaría a Guadalajara en 1902. Sin embargo, el aumento de impuestos llevó a la imprenta-librería a mudarse a Tepic en 1907, donde desde entonces está establecida.
El poeta Amado Nervo trabajó en su juventud para la Imprenta Retes como linotipista de los periódicos nayaritas "Lucifer" y "El Mosquito Eléctrico".